# LGBT en Russie
Les personnes LGBT en Russie connaissent des conditions de vie difficiles, marquées par la répression.

## Communautés
Une communauté LGBT visible existe, principalement dans les plus grandes villes comme Moscou et Saint-Pétersbourg[réf. nécessaire].

## Conditions de vie

### Répression sociale
L'opinion publique sur les sujets et les personnes LGBT apparaît contrastée. En effet, d'après un sondage de 2005, 43,5 % des Russes sont favorables à la recriminalisation des relations homosexuelles entre adultes consentants. Cependant, 42,8 % des Russes soutiennent l'interdiction légale des discriminations fondées sur l'orientation sexuelle.

### Thérapies de conversion
Certains parents envoient leurs enfants de force dans des camps afin de leur faire suivre des thérapies de conversion pendant plusieurs mois.

### Exil des figures emblématiques de la cause LGBT
De nombreux activistes des droits LGBT ont choisi de quitter la Russie en raison des persécutions et menaces dont elles font l'objet, notamment Irina Fedotova (Activiste qui a voulu faire reconnaître son mariage au Canada, Luxembourg), Nikolaï Alekseïev (fondateur de Gayrussia.ru, fondateur de la Moscow Pride depuis 2005, Suisse), les couples Dmitry Chunosoff et Ivan Jarzjew (Allemagne), Vladimir Naumov et Vasily Kolesnikov (Finlande), Irina Putilova (Royaume-Uni).
Après l'interdiction des activités LGBT en Russie sous couvert de classification d'extremisme en novembre 2023, Ian Dvorkine, fondateur de l’ONG Centre T quitte le pays par crainte des représailles.